# 危険な曲がり角 (数学)

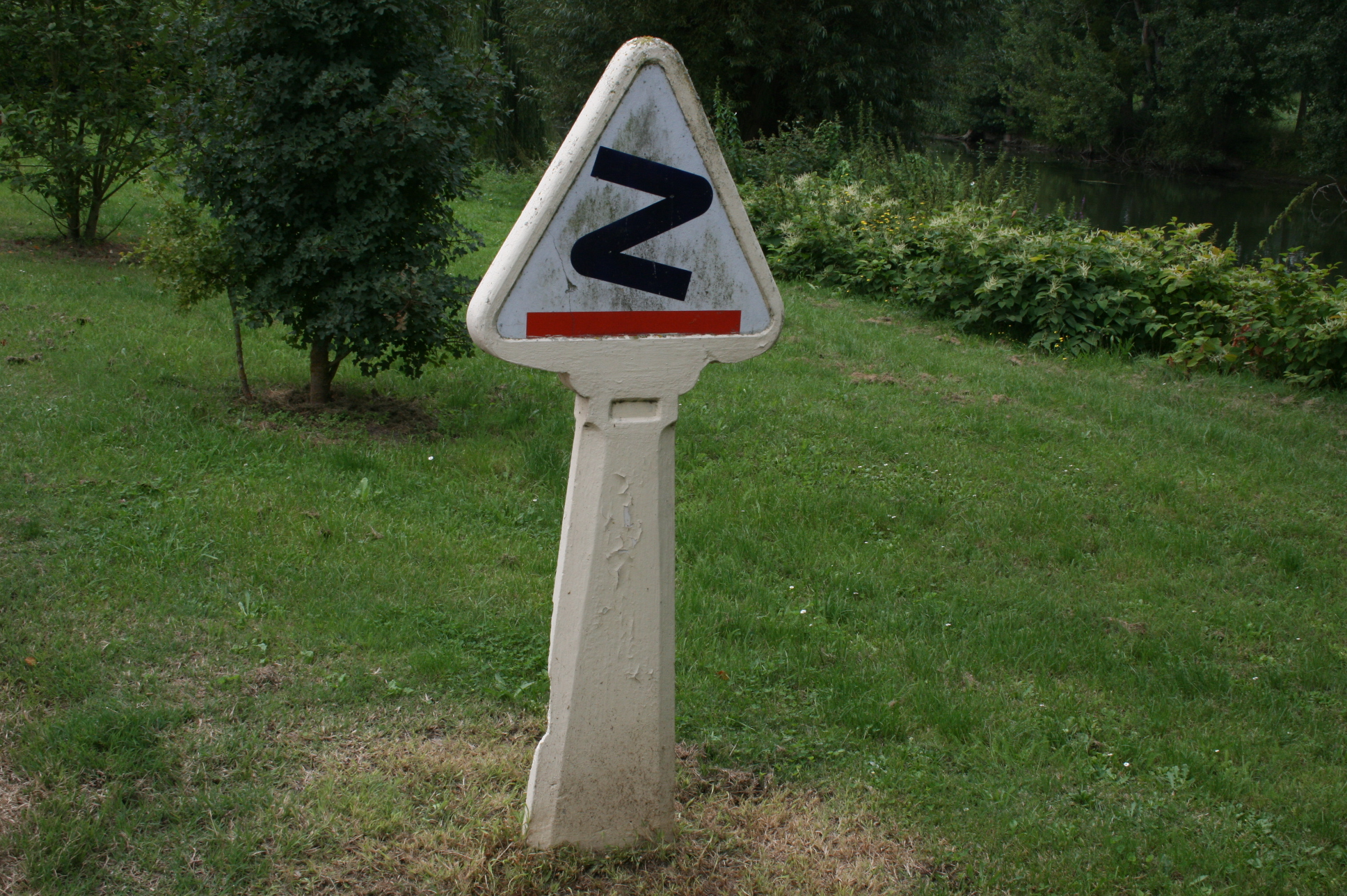
フランスの「危険な曲がり角」(virages dangereux) の道路標識（1949年以前）

数学における危険な曲がり角（きけんなまがりかど、フランス語: tournant dangereux, 英語: dangerous bend, U+2621 ☡ caution sign）は、フランスの数学者集団であるニコラ・ブルバキによって作られた、Z字型の急カーブの連続を表す道路標識を模した記号である。彼らが書いた数学書の余白に書かれ、一度読んだだけでは分かりにくい箇所や、特に難しい箇所であることを示すのに用いられる。
ブルバキ以外の著者には、この記号に手を加えて使っている者もいる。計算機科学者のドナルド・クヌースは、彼が作成した Metafont と TeX システムに、アメリカ式の道路標識の中に危険な曲がり角が描かれている図を導入している。

## タイポグラフィ
LaTeX でクヌースの危険な曲がり角記号を表示させるには、manfnt フォント（クヌースの TeX マニュアルで使用されている追加の記号を含むフォント）を \usepackage{manfnt} として読み込んでから、表示させたい場所に \dbend と入力する。

クヌースの危険な曲がり角

危険な曲がり角の変種は \lhdbend, \reversedvideodbend, \textdbend, \textlhdbend, \textreversedvideodbend で表示できる。